# Alejandro González (tenista)
Alejandro Gonzalez (7 de fevereiro de 1989) é um tenista profissional colombiano.